# 一撃解明バラエティ ひと目でわかる!!
『一撃解明バラエティ ひと目でわかる!!』（いちげきかいめいバラエティ ひとめでわかる）は、日本テレビで2019年からパイロット版を4回放送した後、2021年10月19日から2022年9月6日まで毎週火曜 22:00 - 23:00にレギュラー放送されていたバラエティ番組である。

## 概要
言われてみたら気になってしまう事柄から日々の生活に関わる、身近だが意外と知らぬ事柄まで世に溢れている疑問や、言われてみたら良く知らぬ事を1枚の衝撃写真や衝撃ショート動画で一撃解明する事が出来る番組。
2019年より単発特番として4回放送されてきたが、2021年10月19日より『幸せ!ボンビーガール』の後番組として火曜22時台にてレギュラー放送されていた。なお、初回は21時からの2時間スペシャルを放送していた。KAT-TUNの亀梨和也が司会を務め、高嶋ちさ子、チョコレートプラネットもレギュラー出演していた。亀梨が個人でバラエティ番組の司会を務めるのは本番組が初となった。
2022年7月4日付の東京スポーツや同年7月30日のデイリー新潮の記事にて、本番組は同年9月で終了し、後番組がカズレーザーの冠番組になると報道された。その後、8月23日放送分のエンディングで、9月6日をもって終了することが正式に発表された。

## 出演者
※表記がない人物は、日本テレビアナウンサー
※当項目では進行・レギュラー出演者のみ記載
ゲスト出演者は放送リストにて参照
MC
- 亀梨和也（KAT-TUN）-『ひと目ナビゲーター』として出演

レギュラー出演者
- 高嶋ちさ子（ヴァイオリニスト）-『ひと目ご意見番』として出演
- チョコレートプラネット（長田庄平・松尾駿）-『ひと目キャプテン』として出演。特番第1回・第4回にもゲストとして出演していた。

進行
- 滝菜月 - 特番第3回にも同じ進行役として出演していた[1]

### 過去の出演者
MC
- 中村倫也（俳優）- 特番第3・4回

進行
- 徳島えりか - 特番第1回
- 岩田絵里奈 - 特番第2回
- 河出奈都美 - 特番第4回

## 放送リスト

### 特番時代
| 回 | 放送日                  | 放送時間       | 出演者 | テーマ                       | 備考                                   |
| -- | ----------------------- | -------------- | --- | ---------------------------- | -------------------------------------- |
| 1  | 2019年9月22日（日曜日） | 13:15 - 14:15  | 進行:徳島えりか（日本テレビ）佐藤栞里、チョコレートプラネット、出川哲朗、若林正恭（オードリー）                             | 一撃解明バラエティ           | 『サンバリュ』枠で放送。               |
| 2  | 2020年1月3日（金曜日）  | 23:00 - 翌0:25 | 進行:岩田絵里奈（日本テレビ）EXIT、川島明（麒麟）、鈴木光、高橋みなみ、出川哲朗、HIKAKIN、山本美月                          | 写真1枚で衝撃事実が次々判明! | 全国ネットでの放送。                   |
| 3  | 2020年5月28日（木曜日） | 19:00 - 20:54  | MC:中村倫也 進行:滝菜月（日本テレビ）カズレーザー（メイプル超合金）、出川哲朗、生見愛瑠、松丸亮吾、渡部建（アンジャッシュ） | 写真1枚で世の秘密を一撃解明  | 全国ネット＋ゴールデンタイムでの放送。 |
| 4  | 2021年4月18日（日曜日） | 12:45 - 14:30  | MC:中村倫也 進行:河出奈都美（日本テレビ）SHELLY、チョコレートプラネット、生見愛瑠、松丸亮吾                                 | 一撃解明バラエティ           | 再び『サンバリュ』枠での放送。         |

### レギュラー放送時代
| 回 | 放送日         | サブタイトル                                                 | ゲスト | 備考     |
| -- | -------------- | ------------------------------------------------------------ | --- | -------- |
| 1  | 2021年10月19日 | ひと目でわかる!! 初回2時間SP                                 | 別所哲也、滝沢カレン、奈緒、ファーストサマーウイカ、松丸亮吾                                                                             | [ 注 2 ] |
| 2  | 2021年10月26日 | ひと目でわかる!!                                             | 眞鍋かをり、中岡創一（ロッチ）、小島瑠璃子、神谷明采                                                                                     |          |
| 3  | 2021年11月02日 | 激堅せんべいvs81歳デヴィ夫人の歯!!                           | 出川哲朗、佐藤栞里、永野芽郁デヴィ・スカルノ、なすなかにし（那須晃行・中西茂樹）、厚切りジェイソン、ハナコ（菊田竜大・秋山寛貴・岡部大） |          |
| 4  | 2021年11月09日 | 火山マグマでBBQ!?アイスランド仰天観光                        | SHELLY、副島淳、王林（りんご娘）、髙橋ひかる、あんり（ぼる塾）土佐兄弟（卓也・有輝）                                                     |          |
| 5  | 2021年11月30日 | 亀梨＆チョコプラが超過酷大冒険SP                             | 市川猿之助、平愛梨、出川哲朗、松丸亮吾Aマッソ、王林、中島健太、楢崎智亜、ヒコロヒー                                                      | [ 注 2 ] |
| 6  | 2021年12月07日 | 田中圭がフィンランド衝撃サウナ事情を解明                     | 田中圭、阿佐ヶ谷姉妹、川田裕美、ハナコ、なすなかにし                                                                                     |          |
| 7  | 2021年12月14日 | 焼き肉女王・ちさ子が札幌の名店を大調査!                      | 貴島明日香、福島淳、滝沢カレン、西川貴教、正名僕蔵                                                                                       |          |
| 8  | 2021年12月21日 | 芸能人プレゼンSP                                             | 飯尾和樹(ずん)、SHELLY、堀田茜、別所哲也、藤原丈一郎(なにわ男子)                                                                         |          |
| 9  | 2022年1月11日  | 超一流＆超人気の秘密を解明2時間SP!!                          | 高畑充希、出川哲朗、ヒコロヒー、アンミカ、松丸亮吾、高橋真麻、郷ひろみ、加納(Aマッソ)                                                    | [ 注 2 ] |
| 10 | 2022年1月18日  | 日本一の秘密を一撃解明SP                                     | オダウエダ、神田愛花、吉住、速水もこみち                                                                                                 |          |
| 11 | 2022年1月25日  | 大ヒット商品の秘密を一撃解明SP                               | 朝日奈央、出川哲朗、葵わかな、おいでやす小田、副島淳、笠松将                                                                             |          |
| 12 | 2022年2月1日   | 未来を変える最新技術SP                                       | 阿佐ヶ谷姉妹、なすなかにし、ヒコロヒー、佐野勇斗、天才ピアニスト、鷲見玲奈、ヨネダ2000                                                   |          |
| 13 | 2022年2月8日   | 1500万円の有田焼なぜ高い?高嶋ちさ子愛用高級ダウンの秘密      | 鶴田真由、出川哲朗、土屋太鳳、山崎ケイ（相席スタート）、Aマッソ、生見愛瑠                                                                |          |
| 14 | 2022年2月15日  | 高嶋ちさ子初進行!高級食パンをCTスキャン＆躍る寿司CM撮影      | 滝沢カレン、須賀健太、出川哲朗、村雨辰剛                                                                                                 | [ 注 3 ] |
| 15 | 2022年2月22日  | 110万円のイスなぜ高い?高嶋ちさ子6億円バイオリンの秘密        | 上田竜也（亀梨の代打でロケゲストを務める）、出川哲朗、竹内涼真                                                                           |          |
| 16 | 2022年3月1日   | 篠原涼子衝撃体験!地震vs宙に浮く家!?大災害から命を守るSP      | 篠原涼子、岡本知高、3時のヒロイン、Aマッソ、でか美ちゃん                                                                                 |          |
| 17 | 2022年3月15日  | 100g4000円の塩!日本全国高級食材の秘密解明SP                  | 山崎育三郎、副島淳、生見愛瑠、村雨辰剛                                                                                                   |          |
| 19 | 2022年4月12日  | ちさ子＆出川一流フレンチで赤っ恥!?亀梨550万江戸切子の謎解明  | 北村匠海、鶴田真由、松下奈緒、出川哲朗、佐藤栞里                                                                                         | [ 注 2 ] |
| 20 | 2022年4月26日  | 間違えたら即終了の新企画スタート＆気になる撮影の裏側大公開!! | 本並健治、松坂桃李、西川貴教、オダウエダ、丸山桂里奈                                                                                     |          |
| 21 | 2022年5月10日  | 世界のセレブが愛用グローブトロッターはなぜ高い?亀梨が解明!   | 鈴木亜美、石田ひかり、出川哲朗、小島瑠璃子                                                                                               |          |
| 22 | 2022年5月17日  | 鯖江メガネ・脳神経外科・和食達人 一流職人のスゴ技解明SP      | 梅沢富美男、中川翔子、玉木宏、副島淳、神谷明采                                                                                           |          |
| 23 | 2022年5月31日  | 希少デニム＆高級箸＆天然タイ…一流見抜く難問クイズSP!         | 北村匠海、出川哲朗、滝藤賢一、佐藤栞里、こがけん、ヒコロヒー、山添寛（相席スタート）                                                     |          |
| 24 | 2022年6月7日   | 超一流のカトラリー＆おろし金 in ものづくりの街・燕市三条市   | 石塚英彦（ホンジャマカ）、観月ありさ、奥菜恵、小林正寿、生見愛瑠、都留拓也                                                               |          |
| 25 | 2022年6月14日  | 超人気観光地＆世界遺産の裏側解明 2時間SP                     | 梅沢富美男、中山秀征、神田愛花、乙葉、佐藤栞里、亜希                                                                                     | [ 注 2 ] |

## ネット局

### パイロット版第1・4弾
| 放送対象地域 | 放送局            | 系列           | 放送時間                                                | ネット状況 |
| ------------ | ----------------- | -------------- | ------------------------------------------------------- | ---------- |
| 関東広域圏   | 日本テレビ（NTV） | 日本テレビ系列 | 2019年9月22日 13:15 - 14:15 2021年4月28日 12:45 - 14:30 | 制作局     |

### パイロット版第2弾
| 放送対象地域   | 放送局                    | 系列                                         | 放送時間                         | ネット状況 |
| -------------- | ------------------------- | -------------------------------------------- | -------------------------------- | ---------- |
| 関東広域圏     | 日本テレビ（NTV）         | 日本テレビ系列                               | 2020年1月3日（金）23:00 - 翌0:25 | 制作局     |
| 北海道         | 札幌テレビ（STV）         | 日本テレビ系列                               | 2020年1月3日（金）23:00 - 翌0:25 | 同時ネット |
| 青森県         | 青森放送（RAB）           | 日本テレビ系列                               | 2020年1月3日（金）23:00 - 翌0:25 | 同時ネット |
| 岩手県         | テレビ岩手（TVI）         | 日本テレビ系列                               | 2020年1月3日（金）23:00 - 翌0:25 | 同時ネット |
| 宮城県         | ミヤギテレビ（MMT）       | 日本テレビ系列                               | 2020年1月3日（金）23:00 - 翌0:25 | 同時ネット |
| 秋田県         | 秋田放送（ABS）           | 日本テレビ系列                               | 2020年1月3日（金）23:00 - 翌0:25 | 同時ネット |
| 山形県         | 山形放送（YBC）           | 日本テレビ系列                               | 2020年1月3日（金）23:00 - 翌0:25 | 同時ネット |
| 福島県         | 福島中央テレビ（FCT）     | 日本テレビ系列                               | 2020年1月3日（金）23:00 - 翌0:25 | 同時ネット |
| 山梨県         | 山梨放送（YBS）           | 日本テレビ系列                               | 2020年1月3日（金）23:00 - 翌0:25 | 同時ネット |
| 長野県         | テレビ信州（TSB）         | 日本テレビ系列                               | 2020年1月3日（金）23:00 - 翌0:25 | 同時ネット |
| 新潟県         | テレビ新潟（TeNY）        | 日本テレビ系列                               | 2020年1月3日（金）23:00 - 翌0:25 | 同時ネット |
| 静岡県         | 静岡第一テレビ（SDT）     | 日本テレビ系列                               | 2020年1月3日（金）23:00 - 翌0:25 | 同時ネット |
| 富山県         | 北日本放送（KNB）         | 日本テレビ系列                               | 2020年1月3日（金）23:00 - 翌0:25 | 同時ネット |
| 石川県         | テレビ金沢（KTK）         | 日本テレビ系列                               | 2020年1月3日（金）23:00 - 翌0:25 | 同時ネット |
| 福井県         | 福井放送（FBC）           | 日本テレビ系列                               | 2020年1月3日（金）23:00 - 翌0:25 | 同時ネット |
| 中京広域圏     | 中京テレビ（CTV）         | 日本テレビ系列                               | 2020年1月3日（金）23:00 - 翌0:25 | 同時ネット |
| 近畿広域圏     | 読売テレビ（ytv）         | 日本テレビ系列                               | 2020年1月3日（金）23:00 - 翌0:25 | 同時ネット |
| 鳥取県・島根県 | 日本海テレビ（NKT）       | 日本テレビ系列                               | 2020年1月3日（金）23:00 - 翌0:25 | 同時ネット |
| 広島県         | 広島テレビ（HTV）         | 日本テレビ系列                               | 2020年1月3日（金）23:00 - 翌0:25 | 同時ネット |
| 山口県         | 山口放送（KRY）           | 日本テレビ系列                               | 2020年1月3日（金）23:00 - 翌0:25 | 同時ネット |
| 徳島県         | 四国放送（JRT）           | 日本テレビ系列                               | 2020年1月3日（金）23:00 - 翌0:25 | 同時ネット |
| 香川県・岡山県 | 西日本放送（RNC）         | 日本テレビ系列                               | 2020年1月3日（金）23:00 - 翌0:25 | 同時ネット |
| 愛媛県         | 南海放送（RNB）           | 日本テレビ系列                               | 2020年1月3日（金）23:00 - 翌0:25 | 同時ネット |
| 高知県         | 高知放送（RKC）           | 日本テレビ系列                               | 2020年1月3日（金）23:00 - 翌0:25 | 同時ネット |
| 福岡県         | 福岡放送（FBS）           | 日本テレビ系列                               | 2020年1月3日（金）23:00 - 翌0:25 | 同時ネット |
| 長崎県         | 長崎国際テレビ（NIB）     | 日本テレビ系列                               | 2020年1月3日（金）23:00 - 翌0:25 | 同時ネット |
| 熊本県         | くまもと県民テレビ（KKT） | 日本テレビ系列                               | 2020年1月3日（金）23:00 - 翌0:25 | 同時ネット |
| 鹿児島県       | 鹿児島読売テレビ（KYT）   | 日本テレビ系列                               | 2020年1月3日（金）23:00 - 翌0:25 | 同時ネット |
| 宮崎県         | テレビ宮崎（UMK）         | フジテレビ系列 日本テレビ系列 テレビ朝日系列 | 2020年1月3日（金）23:00 - 翌0:25 | 同時ネット |
| 大分県         | テレビ大分（TOS）         | 日本テレビ系列 フジテレビ系列                | 2020年1月3日（金）23:45 - 翌1:10 | 遅れネット |

### パイロット版第3弾
| 放送対象地域   | 放送局                    | 系列           | 放送時間                         | ネット状況 |
| -------------- | ------------------------- | -------------- | -------------------------------- | ---------- |
| 関東広域圏     | 日本テレビ（NTV）         | 日本テレビ系列 | 2020年5月28日（木）19:00 - 20:54 | 制作局     |
| 北海道         | 札幌テレビ（STV）         | 日本テレビ系列 | 2020年5月28日（木）19:00 - 20:54 | 同時ネット |
| 青森県         | 青森放送（RAB）           | 日本テレビ系列 | 2020年5月28日（木）19:00 - 20:54 | 同時ネット |
| 岩手県         | テレビ岩手（TVI）         | 日本テレビ系列 | 2020年5月28日（木）19:00 - 20:54 | 同時ネット |
| 宮城県         | ミヤギテレビ（MMT）       | 日本テレビ系列 | 2020年5月28日（木）19:00 - 20:54 | 同時ネット |
| 秋田県         | 秋田放送（ABS）           | 日本テレビ系列 | 2020年5月28日（木）19:00 - 20:54 | 同時ネット |
| 山形県         | 山形放送（YBC）           | 日本テレビ系列 | 2020年5月28日（木）19:00 - 20:54 | 同時ネット |
| 福島県         | 福島中央テレビ（FCT）     | 日本テレビ系列 | 2020年5月28日（木）19:00 - 20:54 | 同時ネット |
| 山梨県         | 山梨放送（YBS）           | 日本テレビ系列 | 2020年5月28日（木）19:00 - 20:54 | 同時ネット |
| 長野県         | テレビ信州（TSB）         | 日本テレビ系列 | 2020年5月28日（木）19:00 - 20:54 | 同時ネット |
| 新潟県         | テレビ新潟（TeNY）        | 日本テレビ系列 | 2020年5月28日（木）19:00 - 20:54 | 同時ネット |
| 静岡県         | 静岡第一テレビ（SDT）     | 日本テレビ系列 | 2020年5月28日（木）19:00 - 20:54 | 同時ネット |
| 富山県         | 北日本放送（KNB）         | 日本テレビ系列 | 2020年5月28日（木）19:00 - 20:54 | 同時ネット |
| 石川県         | テレビ金沢（KTK）         | 日本テレビ系列 | 2020年5月28日（木）19:00 - 20:54 | 同時ネット |
| 福井県         | 福井放送（FBC）           | 日本テレビ系列 | 2020年5月28日（木）19:00 - 20:54 | 同時ネット |
| 中京広域圏     | 中京テレビ（CTV）         | 日本テレビ系列 | 2020年5月28日（木）19:00 - 20:54 | 同時ネット |
| 近畿広域圏     | 読売テレビ（ytv）         | 日本テレビ系列 | 2020年5月28日（木）19:00 - 20:54 | 同時ネット |
| 鳥取県・島根県 | 日本海テレビ（NKT）       | 日本テレビ系列 | 2020年5月28日（木）19:00 - 20:54 | 同時ネット |
| 広島県         | 広島テレビ（HTV）         | 日本テレビ系列 | 2020年5月28日（木）19:00 - 20:54 | 同時ネット |
| 山口県         | 山口放送（KRY）           | 日本テレビ系列 | 2020年5月28日（木）19:00 - 20:54 | 同時ネット |
| 徳島県         | 四国放送（JRT）           | 日本テレビ系列 | 2020年5月28日（木）19:00 - 20:54 | 同時ネット |
| 香川県・岡山県 | 西日本放送（RNC）         | 日本テレビ系列 | 2020年5月28日（木）19:00 - 20:54 | 同時ネット |
| 愛媛県         | 南海放送（RNB）           | 日本テレビ系列 | 2020年5月28日（木）19:00 - 20:54 | 同時ネット |
| 高知県         | 高知放送（RKC）           | 日本テレビ系列 | 2020年5月28日（木）19:00 - 20:54 | 同時ネット |
| 福岡県         | 福岡放送（FBS）           | 日本テレビ系列 | 2020年5月28日（木）19:00 - 20:54 | 同時ネット |
| 長崎県         | 長崎国際テレビ（NIB）     | 日本テレビ系列 | 2020年5月28日（木）19:00 - 20:54 | 同時ネット |
| 熊本県         | くまもと県民テレビ（KKT） | 日本テレビ系列 | 2020年5月28日（木）19:00 - 20:54 | 同時ネット |
| 鹿児島県       | 鹿児島読売テレビ（KYT）   | 日本テレビ系列 | 2020年5月28日（木）19:00 - 20:54 | 同時ネット |

### レギュラー放送
| 放送対象地域   | 放送局                    | 系列                          | 放送期間                      | 放送時間           | ネット状況 |
| -------------- | ------------------------- | ----------------------------- | ----------------------------- | ------------------ | ---------- |
| 関東広域圏     | 日本テレビ（NTV）         | 日本テレビ系列                | 2021年10月19日 - 2022年9月9日 | 火曜 22:00 - 23:00 | 制作局     |
| 北海道         | 札幌テレビ（STV）         | 日本テレビ系列                | 2021年10月19日 - 2022年9月9日 | 火曜 22:00 - 23:00 | 同時ネット |
| 青森県         | 青森放送（RAB）           | 日本テレビ系列                | 2021年10月19日 - 2022年9月9日 | 火曜 22:00 - 23:00 | 同時ネット |
| 岩手県         | テレビ岩手（TVI）         | 日本テレビ系列                | 2021年10月19日 - 2022年9月9日 | 火曜 22:00 - 23:00 | 同時ネット |
| 宮城県         | ミヤギテレビ（MMT）       | 日本テレビ系列                | 2021年10月19日 - 2022年9月9日 | 火曜 22:00 - 23:00 | 同時ネット |
| 秋田県         | 秋田放送（ABS）           | 日本テレビ系列                | 2021年10月19日 - 2022年9月9日 | 火曜 22:00 - 23:00 | 同時ネット |
| 山形県         | 山形放送（YBC）           | 日本テレビ系列                | 2021年10月19日 - 2022年9月9日 | 火曜 22:00 - 23:00 | 同時ネット |
| 福島県         | 福島中央テレビ（FCT）     | 日本テレビ系列                | 2021年10月19日 - 2022年9月9日 | 火曜 22:00 - 23:00 | 同時ネット |
| 山梨県         | 山梨放送（YBS）           | 日本テレビ系列                | 2021年10月19日 - 2022年9月9日 | 火曜 22:00 - 23:00 | 同時ネット |
| 長野県         | テレビ信州（TSB）         | 日本テレビ系列                | 2021年10月19日 - 2022年9月9日 | 火曜 22:00 - 23:00 | 同時ネット |
| 新潟県         | テレビ新潟（TeNY）        | 日本テレビ系列                | 2021年10月19日 - 2022年9月9日 | 火曜 22:00 - 23:00 | 同時ネット |
| 静岡県         | 静岡第一テレビ（SDT）     | 日本テレビ系列                | 2021年10月19日 - 2022年9月9日 | 火曜 22:00 - 23:00 | 同時ネット |
| 富山県         | 北日本放送（KNB）         | 日本テレビ系列                | 2021年10月19日 - 2022年9月9日 | 火曜 22:00 - 23:00 | 同時ネット |
| 石川県         | テレビ金沢（KTK）         | 日本テレビ系列                | 2021年10月19日 - 2022年9月9日 | 火曜 22:00 - 23:00 | 同時ネット |
| 福井県         | 福井放送（FBC）           | 日本テレビ系列                | 2021年10月19日 - 2022年9月9日 | 火曜 22:00 - 23:00 | 同時ネット |
| 中京広域圏     | 中京テレビ（CTV）         | 日本テレビ系列                | 2021年10月19日 - 2022年9月9日 | 火曜 22:00 - 23:00 | 同時ネット |
| 近畿広域圏     | 読売テレビ（ytv）         | 日本テレビ系列                | 2021年10月19日 - 2022年9月9日 | 火曜 22:00 - 23:00 | 同時ネット |
| 鳥取県・島根県 | 日本海テレビ（NKT）       | 日本テレビ系列                | 2021年10月19日 - 2022年9月9日 | 火曜 22:00 - 23:00 | 同時ネット |
| 広島県         | 広島テレビ（HTV）         | 日本テレビ系列                | 2021年10月19日 - 2022年9月9日 | 火曜 22:00 - 23:00 | 同時ネット |
| 山口県         | 山口放送（KRY）           | 日本テレビ系列                | 2021年10月19日 - 2022年9月9日 | 火曜 22:00 - 23:00 | 同時ネット |
| 徳島県         | 四国放送（JRT）           | 日本テレビ系列                | 2021年10月19日 - 2022年9月9日 | 火曜 22:00 - 23:00 | 同時ネット |
| 香川県・岡山県 | 西日本放送（RNC）         | 日本テレビ系列                | 2021年10月19日 - 2022年9月9日 | 火曜 22:00 - 23:00 | 同時ネット |
| 愛媛県         | 南海放送（RNB）           | 日本テレビ系列                | 2021年10月19日 - 2022年9月9日 | 火曜 22:00 - 23:00 | 同時ネット |
| 高知県         | 高知放送（RKC）           | 日本テレビ系列                | 2021年10月19日 - 2022年9月9日 | 火曜 22:00 - 23:00 | 同時ネット |
| 福岡県         | 福岡放送（FBS）           | 日本テレビ系列                | 2021年10月19日 - 2022年9月9日 | 火曜 22:00 - 23:00 | 同時ネット |
| 長崎県         | 長崎国際テレビ（NIB）     | 日本テレビ系列                | 2021年10月19日 - 2022年9月9日 | 火曜 22:00 - 23:00 | 同時ネット |
| 熊本県         | くまもと県民テレビ（KKT） | 日本テレビ系列                | 2021年10月19日 - 2022年9月9日 | 火曜 22:00 - 23:00 | 同時ネット |
| 鹿児島県       | 鹿児島読売テレビ（KYT）   | 日本テレビ系列                | 2021年10月19日 - 2022年9月9日 | 火曜 22:00 - 23:00 | 同時ネット |
| 大分県         | テレビ大分（TOS）         | 日本テレビ系列 フジテレビ系列 | 不明 - 不明                   | 土曜 12:55 - 13:55 | 遅れネット |

## スタッフ
●=レギュラー版から
- 企画・演出：宮森宏樹
- 企画・構成：石塚祐介（●、特番時は構成）
- 構成：大谷裕一、高橋秀一、しゃーくおかだ（しゃーく→第3回-）、一場麻美（●）
- ナレーター：藤田琢己（●）【毎週】、大塚明夫（●、2021年12月14日-）、本渡楓（●、2022年8月23日-）【不定期】
- TM：今村公威（●）
- SW：鎌倉和由（第2回と●）、小林宏義、中村哲也、三井隆裕（小林・中村・三井→共に●）【週替り】
- CAM：大庭茂嗣（第3回と●、第4回はSW）、星勇次、早川智晃（星・早川→共に●）【週替り】
- MIX：亘美千子（第3回と●）
- VE：向山江梨佳（●）
- 照明：村上洋平（●）
- 美術プロデューサー：髙野泰人、茂木大樹（共に●）
- デザイン：浅田一花
- 大道具：伊藤巧（●）
- 電飾：上船海（第3回と●）
- 小道具：奈須川欽市（●）
- メイク：林朋香（第4回-）
- 技術協力：NiTRO、ヌーベルアージュ
- ロケ技術：NiTRO、HTB株式会社、セッターズ、ニューテレス、BiGVOICE、DEEP、プレゼンスクルー、イメージランド、ノビテック、共同テレビ、スウィッシュ・ジャパン、ドローンエンタープライズ、サークル、Zeta、KKTイノベート、札幌映像プロダクション、有限会社シー・エム・シー、ネットビジョン、極東電視台、タイムリー、テーク・ワン、スタッフシルエット、株式会社レゾック（共に●、週替り）
- 美術協力：日テレアート
- モニター：ジャパンテレビ
- 編集：増田功紀、田中宏弥（田中→●）
- MA：志村武浩（第3回と●）、植木俊彦（●）【週替り】
- 音効：小田切暁
- CG：古川滋彦（第2,3回と●）、安田朝実（第4回-）
- リサーチ：高森雄幸（第4回-）、土屋賢人、淺野琴音、大塚晃貴（淺野→第3回と●、大塚→●、フォーミュレーション）【毎週】、羽柴千晶、明田有紀子、齋藤譲、梶谷翔平（共に●、パンドラ）、野村直子、大久保貴之（共に●、ピスポ） 【不定期】
- デスク：府川麻衣子（●）
- TK：坂本幸子（第4回-）、春日千佳子（第2回と●）、山沢啓子（●）【週替り】
- 制作進行：斉藤陽子、渡部亜美（共に●、斉藤→第4回はAP）
- ディレクター：戸田悠貴（BERMUDA）、大馬渡伸、林千恵子、須貝暢夫（クリエイターズボックス）、財津猛、新目美菜海、中野栞里、日向健(建)太、大納啓汰、木田佳樹、尾越功（ハンター）、本河隆志、西岡伊吹、片岡明日香、池田翔一、永田修一、松田由紀子、福井翔一郎、近藤翔太、豊村奈緒美、妹尾友祐、川口順也、小見早苗、関野政昭、西村郁哉、福盛健太、吉原崇弥、重富英夫、右京美穂、大塚太智、長谷部雄人・峯田希生（クリーク・アンド・リバー社）、砂川隼樹、伊差川竜也 / 山本彩加、中塚智也、佐々木結子、田中美帆、宇山夏々子、佐藤花穂、高橋泉、石川廉太朗、菅瑠梨、根本裕紀、内薗清志、河合真歩、岡千沙音、中山美咲、富士原昌典、丸山悟志、石谷颯月、浦野なるみ、那須こころ、長谷川もも、山本千晶、喜多川宇宙、藤木隆介、中野大地、村山慧、小川浩太郎、長谷川光、酒井俊也、永田千智、嶋村あゆみ、前川健、中村太政、伊東若菜、橋本淳平、吉田莉桜、安川沙良、中村太政、伊藤泰助、龍田愛、田島加菜（戸田以降・西岡以外→●、山本彩→第3,4回はAD、西岡→第3回と●、右京→第4回では演出、第2,3回はディレクター）【週替り】
- チーフ/ディレクター：小岩井佑樹（第4回-）【週替り、回によって異なる】
- チーフディレクター：大西徹、北條学・宮本将孝（極東電視台）、西本幸平、栗原利典・大谷俊介（THE WORKS）、田中真之、飛田真也（クリエイティブ30）（全員→●、大西→特番時は演出、北條・西本・栗原・大谷・田中→特番時はディレクター）【週替り】
- プロデューサー：川口信洋【毎週】、山田美穂（AXON）、千葉洋美（ザ・スピングラス）、大場剛・河野安治（極東電視台）、横山貴子（クリエイティブ30）、山口敦司・山本玲子（THE WORKS）、熊田靖士（LUCAS）/ 新井若菜（ホールマン）、風見裕子（オクタゴン）、安部翔子、加藤和恵、藤井里帆（極東電視台）、白井夕貴（クリエイティブ30）、友枝あす香、田中千賀子、岡野明子（クラフト）、松原めぐみ、藪内智子、宇和川隆（クリーク・アンド・リバー社）、池山喜勇（NekoNote）、岡田実樹【週替り】（千葉・大場・横山・新井・風見・安部・加藤・藤井・白井・山本・友枝・田中・岡野・松原・熊田・藪内～岡田→●、川口→第4回-、山田→第3回-、第2回はAP、山口→第3回と●）
- 統括プロデューサー：武末大作（●、2022年6月7日-、以前はプロデューサー）
- チーフプロデューサー：原司（●）
- 制作協力：AX-ON、極東電視台、クリエイティブ30、THE WORKS（30→●、THE→第3回と●）
- 製作著作：日本テレビ

### 過去のスタッフ
- ナレーター：木村昴（第4回まで）
- TM：望月達史
- CAM：矢作陽一（第4回）
- MIX：三石敏生（第2回）、中村宏美（第4回）
- VE：三崎美貴（第2回）、川平貴之（第3,4回）
- 照明：池長正宏（第2回）、加藤恵介（第3,4回）
- 美術プロデューサー：滋田由布子
- デザイン：平岡真穂（第2,3回）
- 装飾(置)：相馬勇（第4回まで）
- 電飾：池田大介（第2回）、佐山直也（第4回）
- 小道具：吉田浩（第2回）、鈴木正則（第3回）、伊藤宏美（第4回）
- メイク：星野沙紀（第2回）、奥松かつら（第3回）
- MA：直江泰輔（第2回）、末長美有（第4回）
- CG：石渡英明（第2回）、水落功真（第3回）、五十嵐順人（第4回）
- イラスト(第3回)：坂隼治（第3回）
- リサーチ：林美隆（第2回）、神谷翔（第3回）
- デスク：小原麻実（第2,3回）、西端薫（第4回）
- TK：田中彩（第3回）
- AD：中島真紀、渋谷さくら、稲垣星那、加賀南海（共に第2回）、佐藤優里、浅野洋司（共に第3回）、久高雄一（第3,4回）、常寧、鈴木望卯、山中智貴（共に第4回）
- AP：小野木里穂（第2,3回）、内藤葵、反り目尚美（共に第3回）、嶋田莉乃（第4回）
- ディレクター：武木田一馬、山際梨紗、山外翼（共に第2回）、前田大輔、大塚太智、増本敬、鶴田彩奈恵、小林穂波、志和幸奈、陣崎行夫（共に第3回）、伊藤高史、石橋風吾、長谷川美典、岸秀憲、石橋舞（共に第4回、石橋舞→第2,3回はAD）
- プロデューサー：伊藤茉莉衣（第4回まで）、山口正博（AX-ON、第2,3回）
- 統括プロデューサー：秋山健一郎（第2回）
- チーフプロデューサー：川邊昭宏（第2,3回）、東井文太（第4回）